# Washington Monthly
Washington Monthly là một tạp chí phi lợi nhuận xuất bản hàng tháng về các chủ đề chính trị và chính phủ Hoa Kỳ. Được thành lập năm 1969 và có trụ sở tại Washington, DC, tạp chí này được biết đến với bảng xếp hạng hàng năm về các trường đại học Hoa Kỳ, được xem như là một sự thay thế cho bảng xếp hạng của Forbes và US News & World Report.
Washington Monthly nhận được hỗ trợ tài chính từ Quỹ Lumina để đưa các tin tức liên quan đến giáo dục bậc cao. Tạp chí cũng đã nhận được tài trợ từ Trung tâm Truyền thông và Dân chủ Schumann, Tập đoàn Carnegie New York, và những người ủng hộ cá nhân như tỷ phú Warren Buffett và Markos Kounalakis.